# Großsteingrab Colbitz
Das Großsteingrab Colbitz war eine mögliche megalithische jungsteinzeitliche Grabanlage bei Colbitz im Landkreis Börde, Sachsen-Anhalt. Es wurde wohl spätestens im 19. Jahrhundert zerstört. Eine Beschreibung der Anlage liegt nicht vor, ihre mögliche Existenz ist nur durch die Bezeichnung „Steinberge“ auf einem historischen Messtischblatt belegt.